# Propalticus africanus
Propalticus africanus is een keversoort uit de familie Propalticidae. De wetenschappelijke naam van de soort is als Microloma africanum voor het eerst geldig gepubliceerd in 1956 door John.
De soort is waargenomen in Congo-Kinshasa.